# Font de la Comarca
Font de la Comarca är en källa i Andorra. Den ligger i parroquian La Massana, i den västra delen av landet. Vid källan börjar vattendraget Riu de Comallemple.
Den högsta punkten i närheten är 2 589 meter över havet, 1,00 kilometer nordväst om Font de la Comarca.
I trakten runt Font de la Comarca växer i huvudsak gräs.